# Rhodostrophia inconspicua
Rhodostrophia inconspicua là một loài bướm đêm trong họ Geometridae.